# كناري أسود الحنجرة
كناري أسود الحنجرة أو رقاح أسود الحنجرة (الاسم العلمي Crithagra atrogularis)، طائر من الرقاح وفصيلة الشرشوريات.

## التوزيع
يوجد في أنغولا، بوتسوانا، بوروندي، جمهورية الكونغو، جمهورية الكونغو الديمقراطية، الغابون، كينيا، ليسوتو، ناميبيا، رواندا، جنوب أفريقيا، تنزانيا، أوغندا، زامبيا، وزيمبابوي.